# Chiesa cattolica in Italia
La Chiesa cattolica in Italia è costituita dalle istituzioni ecclesiastiche cristiane cattoliche presenti in Italia.
È la 6ª nazione per numero di cattolici dopo Brasile, Messico, Filippine, Stati Uniti d'America e Repubblica Democratica del Congo.

## Contesto
Il cattolicesimo è la religione maggioritaria in Italia e, per motivi storici e culturali, riveste nel paese un'importanza particolare, essendo stata religione di stato dal 1848 al 1948. Oggi i rapporti tra stato e la Chiesa cattolica sono regolati dal Concordato, come modificato dagli Accordi di Villa Madama del 1984 che prevede, tra le altre cose, anche le varie modalità e finalità dei finanziamenti pubblici alla chiesa cattolica in Italia.
La Santa Sede, organo che governa la Chiesa cattolica a livello globale e al quale si riferiscono circa 1,5 miliardi di fedeli di tutto il mondo, si trova presso lo Stato della Città del Vaticano, il quale è un'enclave sovrana all'interno di Roma, istituita con i Patti Lateranensi del 1929 per chiudere la Questione romana conseguente all'annessione dello Stato Pontificio al Regno d'Italia, avvenuto nel 1870.
Roma, della quale il papa stesso è vescovo, è considerata una città santa ed è meta di pellegrinaggi da secoli. Diversi sono gli antichi cammini, alcuni dei quali sono oggi riconosciuti come itinerari culturali del Consiglio d'Europa, che conducevano qui i pellegrini, quali ad esempio la Via Francigena. La città di Roma ospita la quasi totalità delle zone extraterritoriali della Santa Sede in Italia così come alcuni dicasteri, organi e uffici della Curia romana. Anche la maggior parte dei principali ordini religiosi cattolici, tra i quali Gesuiti, Salesiani, Francescani, Cappuccini, Conventuali, Benedettini, Domenicani, Missionari del Verbo Divino, Redentoristi e Oblati di Maria Vergine hanno in questa città la loro casa madre a livello globale.

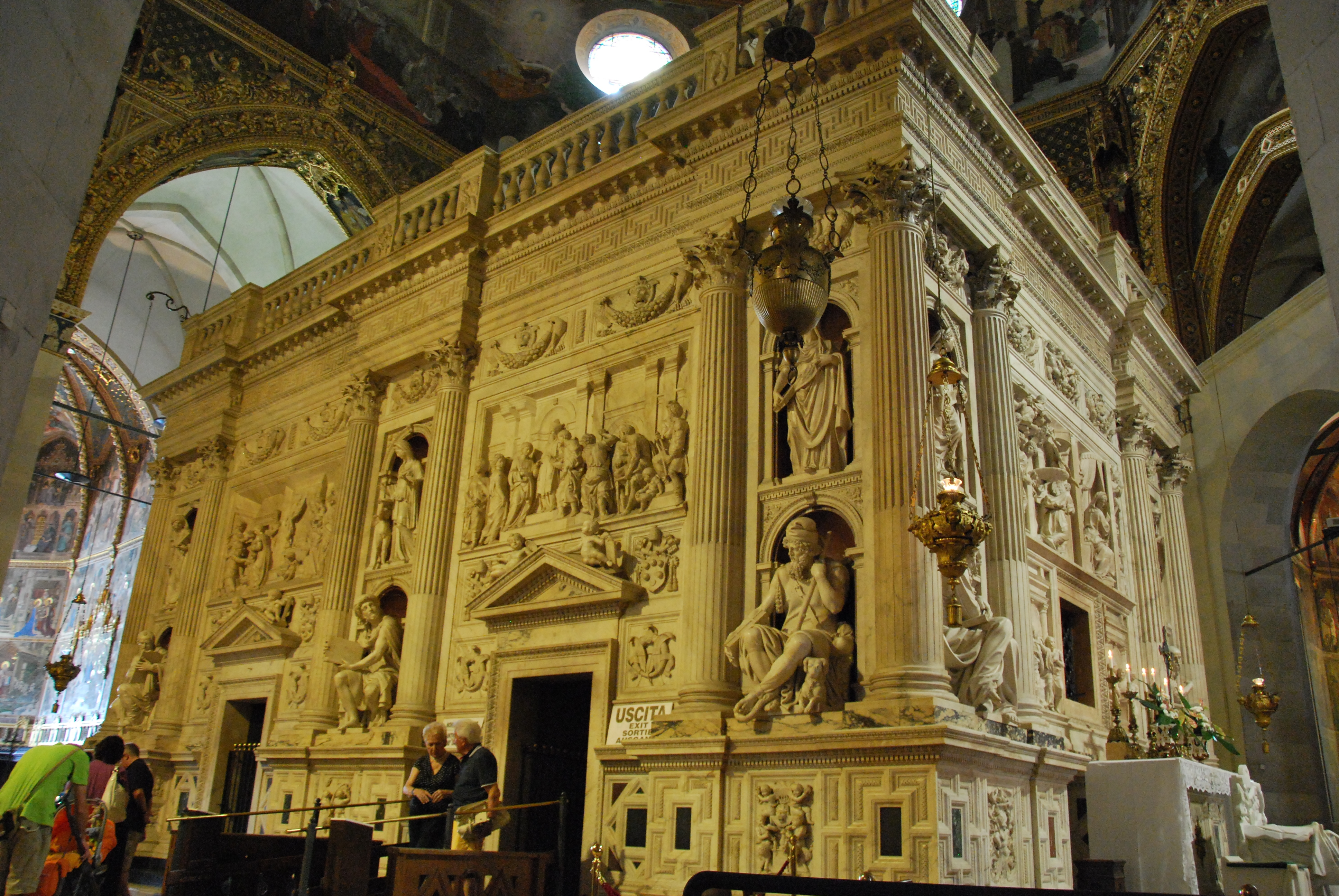
La Santa Casa nella Basilica della Santa Casa di Loreto (AN), uno dei principali santuari d'Italia

Oltre che a Roma, anche nel resto d'Italia si trovano diverse altre località meta di turismo religioso, tra le quali numerosi cammini, come ad esempio il Cammino Celeste e il Cammino di San Benedetto, e santuari, alcuni dei quali legati al culto mariano, come ad esempio il Santuario della Madonna del Divino Amore di Roma, altri alla presenza di celebri reliquie, come la Basilica della Santa Casa di Loreto (AN), o alla venerazione di santi, tra i quali la Basilica di Sant'Antonio di Padova, la Basilica di San Francesco di Assisi (PG) e il Santuario di San Pio da Pietrelcina a San Giovanni Rotondo (FG), altri ancora legati a specifici miracoli, come ad esempio la Chiesa di San Francesco a Lanciano (CH).
A causa del particolare legame religioso, storico e culturale tra Chiesa cattolica e Italia, le tradizioni e il folclore del paese affondano quasi sempre le proprie radici nel cattolicesimo o nelle forme di religiosità del cattolicesimo popolare. Ad esempio, in molte località si predispongono addobbi e si organizzano processioni, sagre ed eventi per le festività religiose cattoliche principali o locali, quali ad esempio le feste patronali.

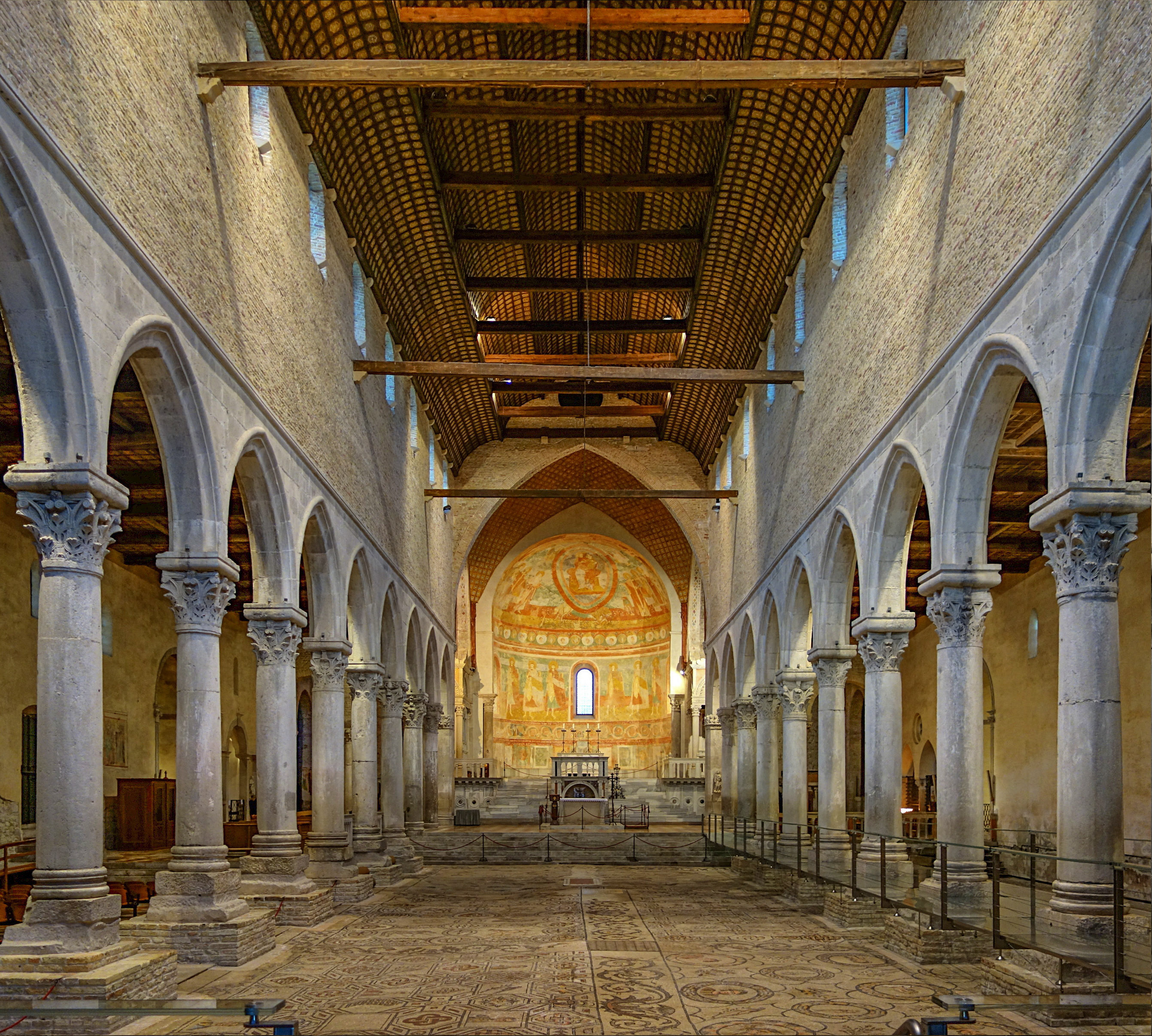
Basilica di Santa Maria Assunta ad Aquileia (UD), fondata nel IV secolo e oggi riconosciuta come Patrimonio UNESCO

Una quota considerevole dei beni culturali, artistici, storici, archivistici e architettonici italiani, sia di proprietà di enti religiosi come ad esempio i musei diocesani, sia di proprietà pubblica che privata, sono riconducibili all'ambito cattolico. Tra questi si annoverano anche numerosi patrimoni UNESCO e siti di rilevanza mondiale. Il paesaggio antropico del paese è caratterizzato da numerosissime architetture religiose cattoliche quali chiese, cappelle, oratori, conventi, monasteri e palazzi di istituzioni religiose, ma anche da elementi minori quali ad esempio edicole, capitelli votivi, croci, croci di vetta, statue, affreschi, simboli e iscrizioni religiose. Ad esempio, il Colosso di San Carlo Borromeo, realizzato nel 1698 presso il Sacro Monte di Arona (NO), è ancora oggi la statua più alta d'Italia. Non è insolito che edifici privati edificati fino al XIX secolo, come ville, palazzi, università, fabbriche ed edifici rurali, avessero annesse cappelle private. Anche la toponomastica del territorio, così come l'araldica e la vessillologia di enti e istituzioni pubbliche e private, sono ricche di riferimenti al cattolicesimo.

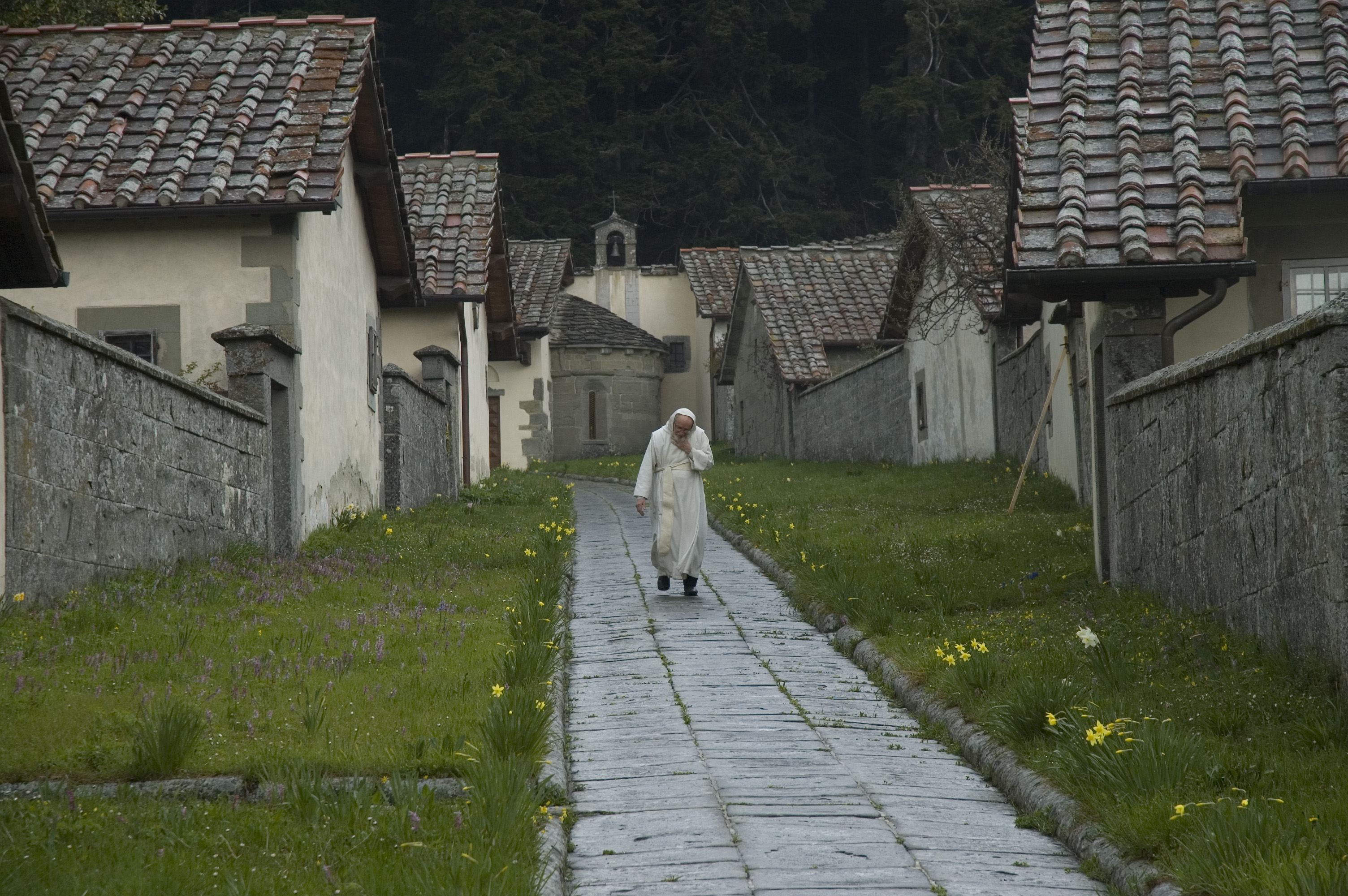
Celle dell'Eremo di Camaldoli, a Poppi (AR), consacrato nel 1027, è uno dei più famosi eremi d'Italia

L'Italia è suddivisa in 16 regioni ecclesiastiche, a loro volta composte da diverse province ecclesiastiche, costituite da una sede metropolitana e da una o più diocesi suffraganee. Le circoscrizioni ecclesiastiche, tra diocesi, arcidiocesi, prelature, abbazie territoriali e sedi di vari ranghi, sono complessivamente 227, i cui vescovi formano la Conferenza episcopale italiana, le parrocchie sono oltre 25.000, e circa 100.000 sono le chiese e cappelle presenti nel paese. Sono presenti in Italia circa 35.000 sacerdoti, di cui 32.000 in servizio attivo (dati 2017), circa 1.800 seminaristi divisi in 120 seminari (dati 2021) e alcune decine di migliaia di religiosi (20.000 uomini e 89.000 donne nel 2014) divisi in numerose case religiose di varia tipologia: monasteri, abbazie, conventi ed eremi.
Sono inoltre presenti comunità laiche dove alcuni gruppi cattolici vivono la loro religione secondo particolari stili di vita, tra le quali la Comunità di Sant'Egidio, Nomadelfia, Pro Civitate Christiana, Loppiano, numerose comunità cristiane di base e varie società di vita apostolica, di diritto pontificio.
Come in molti paesi occidentali, il processo di secolarizzazione è crescente, soprattutto tra i giovani, e numerosi luoghi di culto, ormai in disuso, vengono sconsacrati e ridotti all'uso profano. Tuttavia, non manca nel paese la presenza di numerose associazioni e movimenti cattolici, alcuni dei quali nati proprio in Italia. Del vasto e variegato mondo associazionista cattolico presente nel paese, si possono citare, a titolo di esempio, prelature personali come l'Opus Dei, fondazioni come il Cammino neocatecumenale, movimenti come il Rinnovamento Carismatico Cattolico, il Movimento dei Focolari o Comunione e Liberazione, associazioni come Azione Cattolica, Gioventù Francescana, AGESCI, enti confessionali come Caritas Italiana, confraternite quali ad esempio la Misericordia, comunità missionarie e numerose onlus e organizzazioni caritatevoli e sociali di ispirazione cattolica. Sono inoltre presenti in Italia iniziative culturali e di media cattolici, tra i quali Edizioni San Paolo, Avvenire, Radio Maria (appartenente al World Family of Radio Maria), Radio Mater, InBlu, TV2000 e Padre Pio TV. Infine, si trovano nel paese numerosi istituti di formazione, case di cura, quali ad esempio l'ospedale Casa Sollievo della Sofferenza, società e cooperative di ispirazione cattolica ed istituti finanziari che agiscono secondo i principi della finanza cattolica. Tra le istituzioni formative, si annoverano enti riconosciuti dallo stato italiano quali università pontificie, tra cui l'Università Cattolica del Sacro Cuore, facoltà teologiche e istituti superiori di scienze religiose e numerose scuole e collegi cattolici. Infine il catechismo viene insegnato tramite corsi parrocchiali per bambini e adulti e scuole teologiche organizzate dalle diocesi.

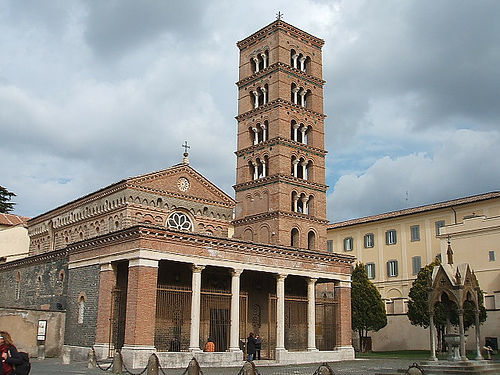
Abbazia di Santa Maria di Grottaferrata (RM) appartenente alla chiesa bizantina cattolica in Italia

La maggioranza dei luoghi di culto cattolici italiani è parte della Chiesa latina e come rito liturgico seguono il rito romano, salvo nell'arcidiocesi di Milano, dove il più diffuso è il rito ambrosiano. Dal XVI secolo fino agli anni 1990 l'unica Chiesa greco-cattolica radicata in Italia con proprie sedi ecclesiastiche è stata la Chiesa cattolica italo-albanese, presente nelle eparchie di Lungro, di Piana degli Albanesi e nell'Abbazia territoriale di Santa Maria di Grottaferrata (Ordine basiliano), dove è osservato il rito bizantino. Per la formazione dei sacerdoti italo-albanesi di rito greco opera il Pontificio collegio greco di Sant'Atanasio in Roma.
A seguito delle storiche diaspore armene, che hanno avuto luogo in vari periodi storici, si sono anticamente stabilite in Italia alcune comunità armene, in parte afferenti alla chiesa armeno-cattolica, altra chiesa sui iuris ma di rito armeno, delle quali la principale è quella di Venezia, che gestisce il monastero di San Lazzaro sull'omonima isola (Congregazione mechitarista) e la Chiesa di Santa Croce degli Armeni. Altre importanti istituzioni cattolico-armene presenti nel paese sono il Pontificio Collegio Armeno e la casa generalizia delle Suore Armene dell'Immacolata Concezione, entrambe a Roma.
Oggi, a seguito della recente immigrazione in Italia di cittadini cattolici provenienti da paesi stranieri, si sono stabilite altre piccole e differenti comunità cattoliche di rito orientale, in piena comunione con la Santa Sede. Tra queste si contano: rito bizantino: chiesa greco-cattolica ucraina, chiesa greco-cattolica melchita, Chiesa greco-cattolica rumena, Chiesa greco-cattolica russa; rito antiocheno: Chiesa maronita, Chiesa cattolica siro-malankarese, Chiesa cattolica sira; rito alessandrino: Chiesa cattolica eritrea, Chiesa cattolica etiope; rito caldeo: Chiesa cattolica siro-malabarese. La Chiesa greco-cattolica ucraina dal 2019 è organizzata nell'Esarcato apostolico d'Italia, immediatamente soggetto alla Santa Sede, che conta circa 70.000 fedeli. Inoltre, in alcune chiese affidate a comunità congolesi, la liturgia viene talvolta officiata secondo il rito congolese.
In alcune città, in particolar modo nei centri maggiori, vengono celebrate messe in diverse lingue. Talvolta sono state costituite delle "chiese nazionali", ovvero dei luoghi di culto affidati alle varie comunità etniche, che celebrano i riti nella propria lingua e secondo le proprie liturgie e tradizioni; fenomeno, questo, particolarmente antico e rilevante a Roma. Secondo il Rapporto Immigrazione di Caritas Italiana e Fondazione Migrantes, nel 2012 erano presenti nel paese 750 comunità cattoliche di lingua straniera.

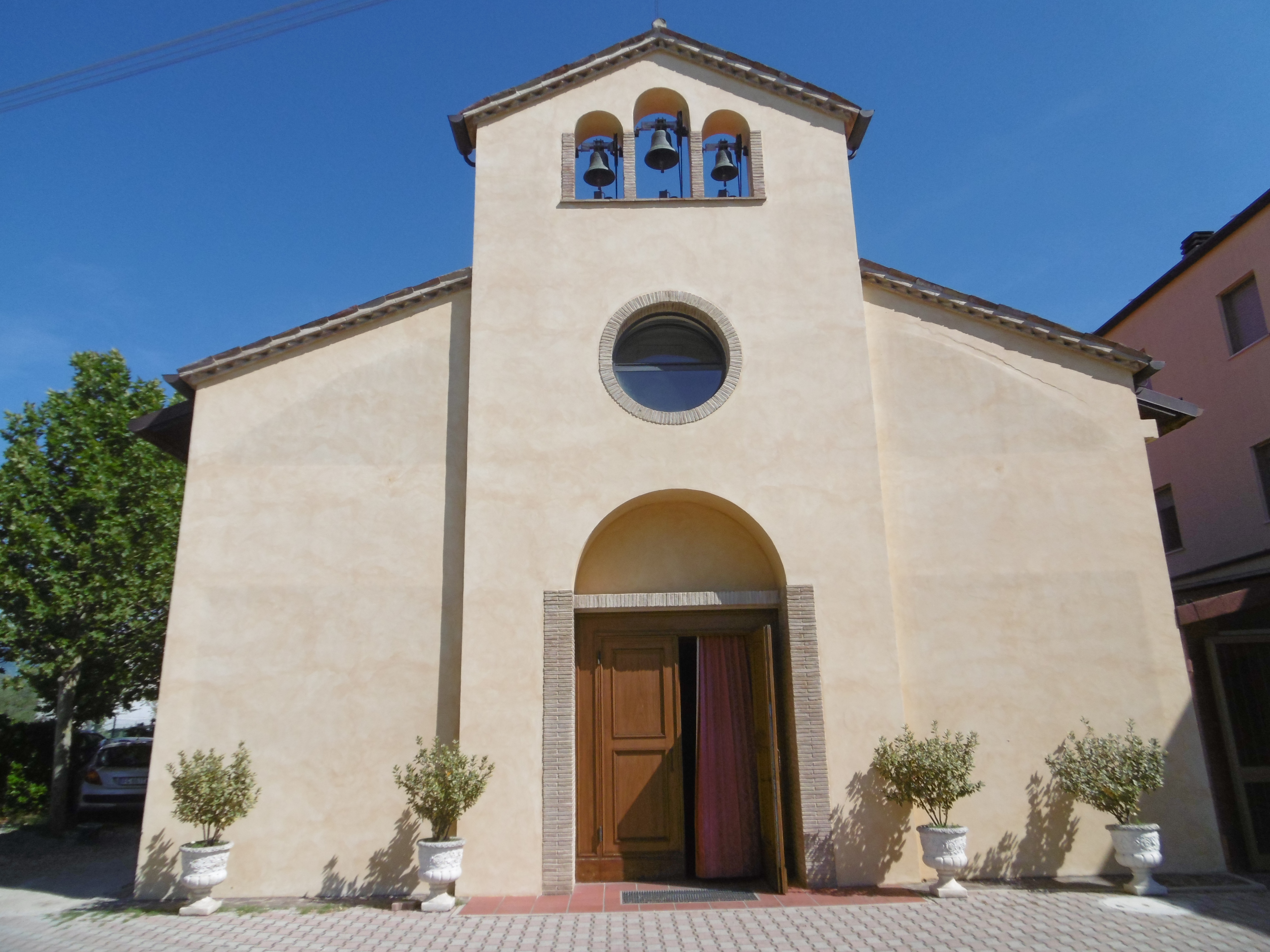
La cappella del Priorato Madonna di Loreto a Spadarolo di Rimini, dei Lefebvriani, gruppo separato dalla Chiesa cattolica, ma con il quale è in corso un dialogo di riavvicinamento

Un caso particolare è quello della Fraternità sacerdotale San Pio X (Lefebvriani), gruppo tradizionalista separatosi dalla Chiesa cattolica a seguito del Concilio Vaticano II, ma con il quale è in corso un dialogo di riavvicinamento, per evitare lo scisma. In Italia sono presenti piccolissime comunità, con alcune priorie e cappelle.
Secondo un sondaggio Doxa, nel 2019 erano cattolici il 66,7% degli italiani, pari a circa 40 milioni di persone. Secondo un sondaggio Ipsos, nel 2017 erano cattolici il 74,4% degli italiani, pari a circa 45 milioni di persone. Secondo il rapporto Eurispes del 2016, il 71,1% dei cittadini italiani si dichiarava cattolico di cui il 25,4% cattolico praticante, ovvero il 18% del totale dei cittadini, in calo rispetto al 2006, quando i cattolici erano l'87,8% della popolazione di cui i praticanti il 36,8%, ovvero il 32,3% della popolazione totale.
Il cattolicesimo è più presente nell'Italia meridionale (78,5%), nel centro (75,6%) e nelle isole (71,0%), mentre è meno presente nell'Italia del nord-est (64,6%) e soprattutto nel nord-ovest (49,2%). L'aderenza al cattolicesimo è più forte nella fascia d'età oltre i 65 anni (76,9%), mentre scende fino a circa metà della popolazione nella fascia d'età 15-34 (54,5%). È inoltre più comune essere cattolico per le donne (73,7%) che per gli uomini (59,1%).
Le principali festività cattoliche, come ad esempio il Natale (durante il quale vengono comunemente esposto in luoghi pubblici il presepe e altri simboli religiosi) e la Pasqua, sono considerate anche feste civili in Italia mentre la festa del santo patrono locale è prevista come giornata festiva dai contratti collettivi nazionali di lavoro. Nelle scuole dell'obbligo italiane è previsto l'insegnamento della religione cattolica, come materia opzionale, e l'esposizione del crocifisso nelle aule scolastiche è facoltativo.

## Organizzazione

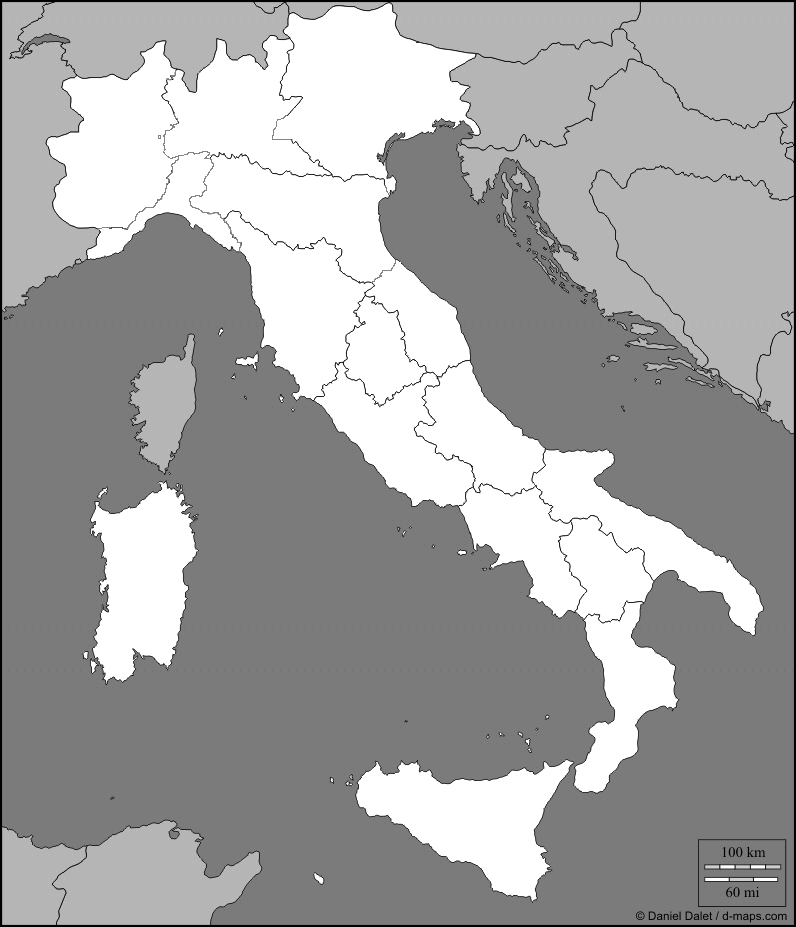
Carta muta delle 16 regioni ecclesiastiche italiane

Il territorio è organizzato in 16 regioni ecclesiastiche costituite da:
- 226 circoscrizioni ecclesiastiche (di cui 41 unite in persona episcopi) suddivise in:
  - 42 sedi metropolitane (1 sede apostolica, 1 patriarcato e 40 arcidiocesi)
  - 20 arcidiocesi non metropolitane
  - 154 sedi vescovili (152 diocesi di rito latino e 2 eparchie di rito bizantino)
  - 2 prelature territoriali
  - 6 abbazie territoriali
  - 1 ordinariato militare
  - 1 esarcato apostolico

Sono presenti 3 Chiese cattoliche di diritto proprio:
- la Chiesa cattolica latina (assolutamente maggioritaria; nell'arcidiocesi di Milano la liturgia viene celebrata con il rito ambrosiano, mentre nel resto d'Italia col rito romano)
- la Chiesa cattolica italo-greca (o italo-albanese), formata dall'eparchia di Lungro, dall'eparchia di Piana degli Albanesi e dall'abbazia territoriale di Santa Maria di Grottaferrata
- la Chiesa greco-cattolica ucraina, formata dall'esarcato apostolico d'Italia

### Sedi primaziali
Il titolo di primate è onorifico; in passato era attribuito all'arcivescovo di una diocesi metropolitana di grande importanza (capitale di stato o sede della gerarchia locale).
Rimane, a livello onorifico, il titolo di:
- Primate d'Italia per il Papa, essendo vescovo di Roma
- Primate di Dalmazia per il patriarca di Venezia
- Primate di Sardegna e Corsica condiviso tra l'arcivescovo di Cagliari e l'arcivescovo di Pisa
- Primate del Regno di Napoli per l'arcivescovo di Salerno-Campagna-Acerno
- Primate di Sicilia per l'arcivescovo di Palermo
- Primate del Salento per l'arcivescovo di Otranto[18]

### Sedi rette da cardinali
Secondo un'antica prassi, in Italia le sedi delle capitali degli Stati preunitari erano rette da cardinali; esse erano le arcidiocesi di Milano, Torino, Genova, Bologna, Firenze, Napoli, Palermo e il patriarcato di Venezia.
Attualmente sono 8 le circoscrizioni ecclesiastiche italiane rette da cardinali:
- diocesi di Roma, retta dal cardinale Baldassare Reina, al quale è delegata la cura pastorale della diocesi come vicario del papa;
- arcidiocesi di Bologna, retta dal cardinale Matteo Maria Zuppi;
- diocesi di Como, retta dal cardinale Oscar Cantoni;
- arcidiocesi di Siena-Colle di Val d'Elsa-Montalcino e diocesi di Montepulciano-Chiusi-Pienza, rette dal cardinale Augusto Paolo Lojudice;
- arcidiocesi di Torino e diocesi di Susa, rette dal cardinale Roberto Repole;
- arcidiocesi di Napoli, retta dal cardinale Domenico Battaglia.

## Storia
Il cattolicesimo in Italia risale alla prima metà del I secolo: lo stesso Nuovo Testamento contiene un'epistola di Paolo di Tarso indirizzata ai Romani, e le due basiliche romane di San Pietro e San Paolo fuori le Mura si ritiene siano state edificate sulla tomba dei due apostoli.

## Finanziamenti
La Chiesa cattolica italiana è finanziata in parte dalle donazioni dei fedeli e in parte dallo Stato italiano.
La maggior parte dei finanziamenti proviene dal meccanismo dell'otto per mille, corrispondente nel 2004 a circa 940 milioni di euro.
Le offerte dei fedeli attraverso la dichiarazione dei redditi, istituite nel 1989, sono state pari nel 2003 a circa 18 milioni di euro. A questa somma bisogna aggiungere i proventi delle questue.
Come tutte le confessioni religiose che hanno firmato intese con lo Stato, infine, la Chiesa cattolica beneficia di alcune agevolazioni fiscali: gli edifici destinati a scopo di culto sono esentati dall'Imposta sul Valore Aggiunto (IVA) e dall'imposta sui terreni. Inoltre, il "Decreto fiscale" legato alla legge finanziaria per il 2006 ha stabilito l'esenzione dall'Imposta Comunale sugli Immobili (ICI) a tutti gli immobili di proprietà delle confessioni che hanno firmato intese con lo Stato, a prescindere dalla natura commerciale (in precedenza l'esenzione riguardava esclusivamente gli edifici adibiti a scopo di culto). L'importo di tale esenzione è stato stimato dall'ANCI in 600-700 milioni di euro e dalla Conferenza Episcopale Italiana (CEI) in oltre 1 miliardo di euro.
Inoltre vi è un fondo speciale per il pagamento pensioni al clero.

## Nunziatura apostolica
La Santa Sede e lo Stato italiano hanno allacciato relazioni diplomatiche il 24 giugno 1929 in seguito alla firma dei Patti Lateranensi, che pose fine alla Questione romana e portò al reciproco riconoscimento dei due stati.
Il nunzio apostolico in Italia è tradizionalmente anche nunzio nella Repubblica di San Marino; dall'11 marzo 2024 ricopre l'incarico Petar Rajič, arcivescovo titolare di Sarsenterum.

## Statistiche
Secondo un sondaggio Doxa, nel 2019 erano cattolici il 66,7% degli italiani, pari a circa 40 milioni di persone. Secondo un sondaggio Ipsos, nel 2017 erano cattolici il 74,4% degli italiani, pari a circa 45 milioni di persone. Secondo il rapporto Eurispes del 2016, il 71,1% dei cittadini italiani si dichiarava cattolico di cui il 25,4% cattolico praticante, in calo rispetto al 2006, quando i cattolici erano l'87,8% della popolazione di cui i praticanti il 36,8%.
Il cattolicesimo è più presente nell'Italia meridionale (78,5%), nel centro (75,6%) e nelle isole (71,0%), mentre è meno presente nell'Italia del nord-est (64,6%) e soprattutto nel nord-ovest (49,2%). L'aderenza al cattolicesimo è più forte nella fascia d'età oltre i 65 anni (76,9%), mentre scende fino a circa metà della popolazione nella fascia d'età 15-34 (54,5%). È inoltre più comune essere cattolico per le donne (73,7%) che per gli uomini (59,1%).
Secondo dati della stessa Chiesa cattolica, nel 2017 erano presenti in Italia circa 35 000 sacerdoti, di cui 32 000 in servizio attivo e alcune decine di migliaia di religiosi (20 000 uomini e 89 000 donne nel 2014) in numerosi monasteri, abbazie e conventi. Nel 2022 erano presenti in Italia circa 32 000 sacerdoti, di cui 29 400 in servizio attivo, 3 600 anziani o ammalati e 300 missionari.